# Grigorij Fedotov Stadion
A Grigorij Fedotov Stadion (oroszul: Стадион ЦСКА «Песчаное» имени Григория Федотова) a CSZKA Moszkva saját labdarúgó-stadionja volt, melyet 1961-ben adtak át a közönségnek. Az első hivatalos labdarúgó mérkőzést 1974-ben rendezték a stadionban. A létesítmény 10 ezer ember befogadására volt alkalmas. Az elavult és romos stadionban évek óta nem rendeztek már sporteseményt. Az utolsó mérkőzésre 2000. október 10-én került sor, amikor a CSZKA a "Lokomotív" HH csapatát 5-0 arányban legyőzte. Mára szinte teljesen lebontották a stadiont, körülötte új lakóparkok emelkednek.
2007. május 19-én tették le az új stadion alapkövét a Hodinka mezőn, a korábbi stadion helyén. A tervek szerint egy 30 ezer férőhelyes modern, minden UEFA és FIFA előírásnak megfelelő létesítmény épül, ahol egy esetleges oroszországi Európa-bajnokság megrendezése esetén itt is játszanának mérkőzéseket.
Az új létesítményt várhatóan ismét Grigorij Fedotov Stadionnak fogják hívni. A stadion érdekessége, hogy az egyik sarokban egy szállodaként és irodaházként üzemelő toronyház fog kiemelkedni. A stadion alatt egy 1640 férőhelyes mélygarázs kap helyet. Természetesen a múzeum, az éttermek és az egyéb szórakoztató szolgáltatások is az új stadion részévé válnak majd. A tervek szerint 2015-re készül el az új stadion.

## Külső hivatkozások
- Az «ENGEOCOM» Association” CJSC honlapja
- A CSZKA Moszkva oldala